# 長野運輸区
長野運輸区（ながのうんゆく）は、長野県長野市にあった東日本旅客鉄道（JR東日本）長野支社の運転士・車掌が所属する組織である。

## 歴史
- 1994年3月25日 - 長野車掌区と長野運転区が統合して発足[1]。
- 1997年9月30日 - 信越線特急「あさま」の乗務廃止。
- 2004年 - 中央線特急「しなの」JR東海区間の乗務廃止。
- 2014年6月1日 - 組織改正が行われ、長野新幹線運輸区と長野運輸区が長野総合運輸区に統合。